# میکولا کولومبت
میکولا کولومبت (اوکراینی: Микола Федорович Колумбет؛ ۱۰ اکتبر ۱۹۳۳ – ۲۱ فوریهٔ ۲۰۱۲) دوچرخه‌سوار اهل اوکراین بود.